# Žatec (nádraží)
Žatec je železniční stanice v severní části města Žatec v okrese Louny ve Ústeckém kraji odděleného od centra města řekou Ohří. Leží na tratích 123, 124 a 160. Západně od budovy je umístěno též městské autobusové nádraží. Traťový úsek ze stanice Kadaň-Prunéřov do Obrnic, procházející stanicí, je elektrizován (3 kV ss, navazuje na elektrifikované úseky), ostatní zaústěné tratě nikoliv. Součástí stanice jsou rovněž obvody západ (dříve samostatná stanice přibližně 500 metrů západně od nádraží) a Velichov (dříve odbočka).

## Historie
Rozsáhlá staniční budova byla zbudována v letech 1871-1873 v rámci budování trati z Prahy přes Kladno a Rakovník do Chomutova v rámci projektu propojení kladenské a severočeské důlní oblasti. Provoz byl zahájen 4. února 1871. Výstavbu a provoz trati financovala a provozovala soukromá společnost Buštěhradská dráha (BEB), autorem univerzalizované podoby stanic BEB byl architekt Ing. Josef Chvála. Dne 8. srpna 1873 pak projekt společnosti Plzeňsko-březenská dráha (EPPK) spojil žateckou stanici přes Blatno u Jesenice s Plzní, která ve města postavila stanici Žatec západ, trať EPPK pokračovala dále do Mostu. V roce 1902 byl přistavěn restaurační pavilon a kryté schodiště umožňující pohodlnější přístup do zvětšeného vestibulu z nižší uliční úrovně, které v duchu stavebního slohu stávající budovy navrhl Adolf Schrayer.
EPPK byla zestátněna roku 1884, provoz převzaly Císařsko-královské státní dráhy (kkStB), po roce 1918 převzaly provoz Československé státní dráhy, Buštěhradská dráha byla zestátněna k 1. lednu 1923.
V roce 2017 byla dokončena rekonstrukce nástupišť ve stanici.

## Popis
Nachází se zde čtyři jednostranná nekrytá modernizovaná nástupiště, k příchodu na vnitřní nástupiště slouží přechod přes koleje.